# Boophis opisthodon
Boophis opisthodon är en groddjursart som först beskrevs av George Albert Boulenger 1888.  Boophis opisthodon ingår i släktet Boophis och familjen Mantellidae. IUCN kategoriserar arten globalt som livskraftig. Inga underarter finns listade.